# 関西大学バスケットボール部カイザース
関西大学バスケットボール部カイザース（かんさいだいがくバスケットボールぶカイザース）は、関西大学体育会に属するバスケットボールチームである。関西学生バスケットボール連盟所属。大阪府吹田市の千里山キャンパスを拠点としている。

## 歴史
1928年創部。関西の学生バスケットボールにおける伝統校の一つ。
1930年より慶應義塾大学との関慶戦も始まった。
関西学生1部リーグ6回、西日本学生選手権5回優勝を誇る。第1回全日本学生バスケットボール選手権大会では3位の成績を残した。

## 主な成績
- 関西学生バスケットボールリーグ戦（1部） 優勝
  - 6回（1949年、1951年、1956年、1961年、1968年、1969年）
- 西日本学生バスケットボール選手権 優勝
  - 5回（1952年、1954年、1956年、1961年、1968年）
- 関西学生バスケットボール新人戦 優勝
  - 2回（1954年、1963年）

## 主な卒業生
- 山下和樹（香川ファイブアローズ）
- 藤高宗一郎（サンロッカーズ渋谷）